# Stary cmentarz żydowski w Kiernozi
Stary cmentarz żydowski w Kiernozi – kirkut służący niegdyś żydowskiej społeczności Kiernozi. Nie wiadomo dokładnie kiedy powstał. Znajdował się na północny zachód od miejskiego rynku. Teren nekropolii jest nieogrodzony i nie zachowały się na nim żadne nagrobki.